# Dolná Ždaňa
Dolná Ždaňa é um município da Eslováquia, situado no distrito de Žiar nad Hronom, na região de Banská Bystrica. Tem 8,17 km² de área e sua população em 2018 foi estimada em 877 habitantes.

## Demografia
| Ano:        | 1994 | 2004    | 2014    | 2024   |
| ----------- | ---- | ------- | ------- | ------ |
| Broj ljudi: | 597  | 678     | 888     | 878    |
| Razlika:    |      | +13,56% | +30,97% | -1,12% |

| Ano:               | 2023 | 2024   |
| ------------------ | ---- | ------ |
| Número de pessoas: | 883  | 878    |
| Diferença:         |      | -0,56% |